# Мордовник татарский
Мордовник татарский (лат. Echinops tataricus) — вид травянистых растений рода Мордовник (Echinops) семейства Астровые (Asteraceae), распространённый на востоке европейской части России.

## Ботаническое описание
Многолетник 40—80 см высотой. Корень вертикальный. Стебель довольно глубоко бороздчатый (тонкоребристый), при основании 4,5—6 мм в диаметре, скудно паутинистый, в верхней четверти паутинисто-войлочный, более или менее ветвистый. Листья двухцветные, сверху зелёные, почти голые, снизу войлочные, по краю зубчатые, на верхушке зубчиков с короткими (до 1 мм длиной) шипиками; прикорневые листья 10—25 см длиной, 5—10 см шириной, черешчатые, продолговатые, просто-перисторассечённые, при основании перистораздельные; с сегментами продолговатыми, продолговато-яйцевидными, отчасти перистораздельными, иногда выемчато-зубчатыми; нижние стеблевые — продолговатые, стеблеобъемлющие, при основании перисторассечённые с продолговатыми сегментами, выемчато-зубчатые; верхние — яйцевидно-продолговатые, зубчатые или перистолопастные.
Корзинки ланцетные, около 2 см длиной, скученные по 120—250 в шаровидную головку 3,5—4,5 см в диаметре. Обертка 14—15 мм длиной и 3—4 мм шириной, листочки обертки в числе 15—20, черепитчато прижатые друг к другу, прямые, нижние лопатчатые, средние продолговатые, заострённые, наиболее широкие в средней части, выше реснитчатые, голые, но по спинке мельчайше-бугорчатые. Цветки синие, 19—21 мм длиной, трубка венчика 15—17 мм длиной, отгиб с лопастями около 5 мм длиной. Семянки 12 мм длиной, густо прижато-волосистые; хохолок 0,5 мм длиной.
Цветение в июле—августе (сентябре).